# Soroksár (történelmi település)
Soroksár (németül: Schorokschar vagy Markt) történelmi település Pest-Pilis-Solt-Kiskun vármegye Ráckevei, aztán 1911-től a Kispesti, végül 1922-től a Központi járásában. 1950-ben sok más településsel együtt Budapesthez csatolták. Ekkor a XX. kerület része lett, 1994-től viszont újra önálló közigazgatási egységgé alakult egy népszavazást követően, mint Budapest XXIII. kerülete, ezzel Budapestnek új, 23. kerülete jött létre.

## Története
A település első postamestere, nemes Sartóry Lipót (1760-1809), aki Csikóson, Sári mellett született nemes Sartóri Lipót (1733-1789), uradalmi ispán Újhartyánban a gróf Keglevich családnál, és Schmir Katalin fiaként.

## Részei
- Soroksár-Újtelep
- Millenniumtelep

## Galéria

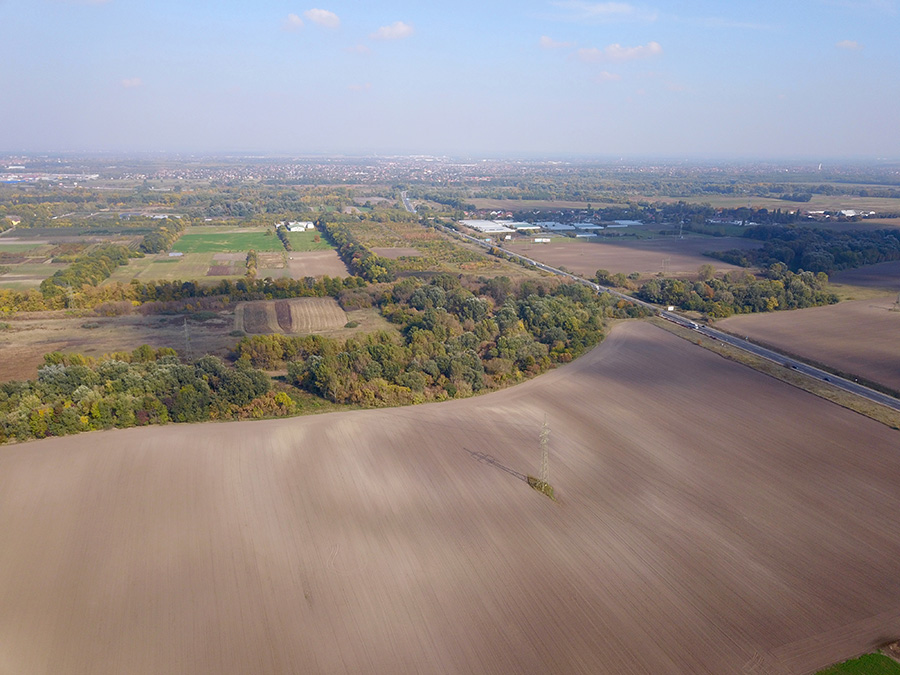
Soroksár, bronzkori sáncvár légi fotón
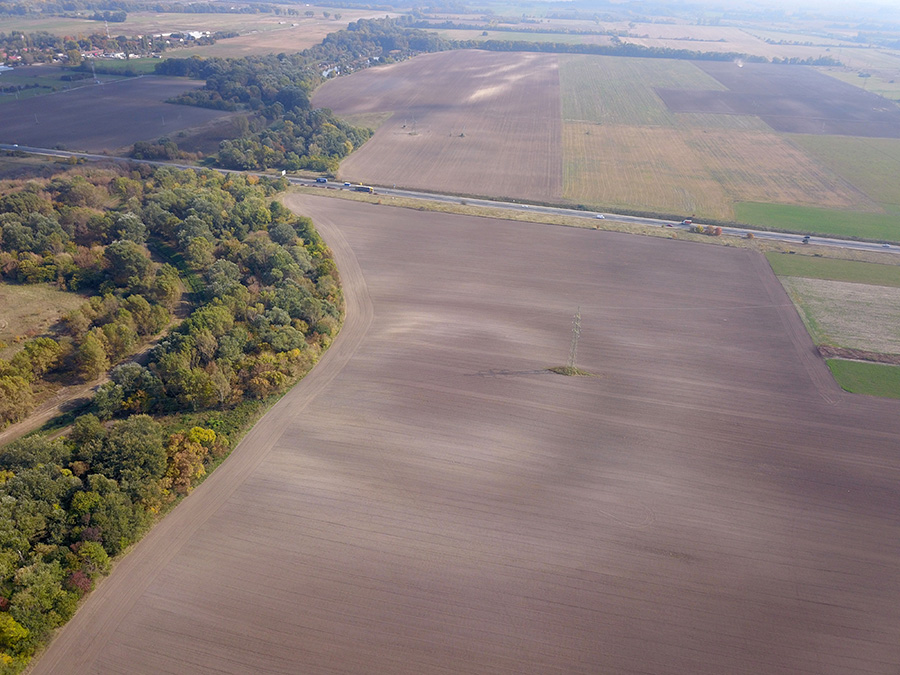
Bronzkori Sáncvár a magasból (Soroksár)
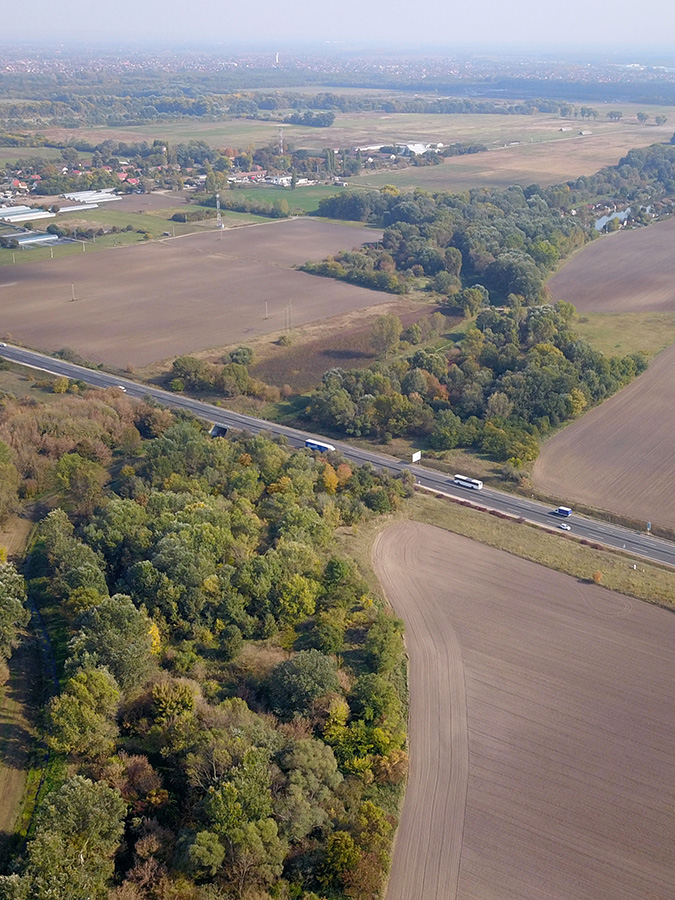
Soroksár, Várhegy légi felvételen